# Майор Вихор (фільм)
«Майор Вихор» (рос.«Майор Вихрь») — радянський трисерійний художній фільм, знятий в 1967 році режисером Євгеном Ташковим за однойменним романом Юліана Семенова. Фільм знімався у Львові.

## Сюжет
До окупованого Кракова радянським командуванням закидається спеціальна група, її члени знають один одного за псевдонімами: «Вихор», «Коля» і «Аня». Її завдання — не допустити підготовлюваного німцями вибуху міста (в рамках особливої програми знищення осередків слов'янської культури). Викид групи проходить невдало, всі приземляються порізно. Командир групи Вихор захоплений гестапо, знайдений також і його парашут. Радистка Аня приходить на конспіративну квартиру, не знаючи, що її господар «Муха» давно перевербований абвером. Тільки адаптація Колі проходить успішно. Вихор на допиті розповідає неправдиву легенду про себе — він стратегічний розвідник ГРУ, закинутий одним, на Краківському ринку в певні години його чекає агент-зв'язковий. Німці виводять Вихора в місто, щоб перевірити його свідчення. У ринковій штовханині Вихру вдається втекти. Зустрівшись з польськими підпільниками, він ліквідує «Муху», зірвавши тим самим неминучий арешт Ані та інших. Проте під час першого ж сеансу зв'язку Аню пеленгують і заарештовують.
Полковник абверу Берг проводить спільну з гестапо операцію з вербування Ані для подальшої радіогри. Він каже радистці, що готовий співпрацювати з радянською розвідкою і передавати цінні відомості. Йому майже вдається переконати Аню у своїй щирості. Однак, після арешту свого шефа адмірала Канаріса в зв'язку зі змовою 20 липня, полковник Берг приймає рішення вже всерйоз піти на контакт з радянською розвідкою. Він зустрічається з Вихром і організовує втечу Ані. Від Берга група Вихора отримує інформацію щодо конкретних організаторів вибуху Кракова.
Спроба впливати на головного виконавця акції — есесівського офіцера Лібо — провалюється. Зате вдається викрасти полковника інженерних військ Крауха, який керував мінуванням Кракова, і змусити його видати схему кабельної мережі. В останні години перед руйнуванням міста Вихор і польські підпільники знаходять головний кабель мінної системи, підривають його і обороняють місце підриву до приходу радянських військ. Весь загін разом з Вихром і Анею гине за хвилину до появи радянських танків. У живих залишається тільки Коля — Вихор доручив йому переправити Крауха за лінію фронту.

## У ролях
- Вадим Бероєв —  майор «Вихор»
- Анастасія Вознесенська —  Аня
- Віктор Павлов —  Коля
- Олександр Ширвіндт —  Юзеф
- Євген Тетерін —  «Сивий»
- Людмила Давидова —  Крися
- Ігор Ясулович —  Аппель
- Євген Буренков —  полковник Бородін
- Юрій Волинцев —  Швальб
- Володимир Кенігсон —  Трауб
- Владислав Стржельчик —  полковник абверу Берг
- Євген Кузнєцов —  шеф СД Фрідріх-Вільгельм Крюгер
- Володимир Гусєв —  «Муха»
- Олег Голубицький —  перекладач
- Георгій Шевцов —  Штромберг
- Костянтин Желдін —  гестапівець у цивільному
- Борис Бібіков —  генерал Нойбут
- Володимир Осенєв —  полковник-інженер Краух
- Пеетер Кард —  оберштурмфюрер Лібо  (озвучував Володимир Дружников)
- Володимир Піцек —  перукар
- Сергій Голованов —  Біргоф
- Валентин Голубенко —  співробітник гестапо, який супроводжує «Вихора» на ринку
- Валентина Шарикіна —  дівчина, танцююча в ресторані
- Олександра Денисова —  стара полька
- Артур Ніщонкін —  підставний на ринку
- Валентин Кулик —  офіцер СС, який здійснює вибух міста
- Хайнц Браун —  німецький офіцер в перукарні
- Алевтина Рум'янцева —  офіціантка
- Віктор Філіппов —  партизан

## Знімальна група
- Автор сценарію: Юліан Семенов
- Постановка: Євген Ташков
- Режисери: А. Кузнецов, Б. Трофімов
- Головний оператор: Петро Терпсіхоров
- Оператор: П. Кузнецов
- Художники: Вадим Кислих, Лев Семенов
- Композитор: Андрій Ешпай
- Автор текстів пісень: Леонід Дербеньов
- Військові консультанти: Ілля Виноградов, Хайнц Браун
- Звукооператор: Олександр Рябов
- Диригент: Емін Хачатурян